# Puppe, Icke und der Dicke
Pour plus de détails, voir Fiche technique et Distribution.
Puppe, Icke und der Dicke est un film allemand écrit et réalisé par Felix Stienz, sorti en 2012.
Il s'agit du premier long métrage du réalisateur.

## Synopsis
Bomber, 28 ans, est un homme de petite taille et pas très beau qui vient de perdre son emploi d'un service de messagerie. Il décide d'arnaquer son patron et de garder l'argent de sa dernière livraison à Paris, mais c'est lui qui se fait avoir. Bruno est un homme bon, gros et muet dont la principale occupation est la fréquentation d'une buvette, celle-là même où Bomber noie sa déception dans la bière. Désargenté, Bomber persuade Bruno d'effectuer ensemble la route vers Berlin. À une station-service, ils font connaissance d'Europe, une belle jeune fille française aveugle, enceinte d'un Berlinois dont elle ne possède qu'une photo Polaroïd et dont elle ne connaît que son prénom, Mathias.
Tous trois partent en voiture pour Berlin afin de trouver Mathias.

## Sujet du film
Puppe, Icke und der Dicke (traduction littérale : La Poupée, moi et le gros) est un road-movie qui mêle drame, comédie et romance, peuplé de personnages originaux qui, grâce à leur amitié et leur complémentarité, et malgré des problèmes de communicabilité, surmontent tous les obstacles. Bomber dira qu'ils sont comme les trois singes de la sagesse, l'un sourd, l'autre muet et le troisième aveugle, sauf que lui, au lieu d'être sourd, est nain.

## Fiche technique
- Titre original : Puppe, Icke und der Dicke
- Réalisateur : Felix Stienz
- Scénario : Felix Stienz
- Photographie : Markus Förderer, Lynne Linder
- Montage : Felix Stienz
- Musique :
- Direction artistique : Michal Galinski
- Costumes : Sandra Fuhr
- Pays d'origine :  Allemagne
- Langue : allemand, anglais et français
- Sociétés de production : One Two Films, Strangenough Pictures, ZDF – Das Kleine Fernsehspiel
- Format : Couleur
- Budget : 350 000 euros
- Genre : comédie, road movie
- Durée : 87 minutes
- Dates de sortie :
  - Allemagne : 19 janvier 2012 (Filmfestival Max Ophüls Preis) / 22 novembre 2012 (sortie nationale)

### Le réalisateur
Felix Stienz est né à Berlin en 1982 et y a grandi. Après avoir étudié l'économie, mais sans succès, il se lance dans la réalisation de films sans avoir jamais suivi d'études cinématographiques. Depuis 2005, Stienz a été récompensé pour ses courts-métrages par plus de soixante prix, aussi bien nationaux qu'internationaux. La plupart des prix obtenus sont des « Prix du public ».

## Distribution

### Rôles principaux
- Stéphanie Capetanidés : Europe
- Tobi B. : Bomber (traduction littérale en français : Bombardier)
- Matthias Scheuring (de) : Bruno

### Rôles secondaires
- Nora Rim Abdel-Maksoud : Charlie
- Mark Auerbach
- Vivien Bullert : Vivien
- Till Butterbach
- Jasin Challah : le musicien devant le motel
- Deacon Dunlop : membre du groupe Malpi
- Alice Dwyer
- Yann Grouhel : Ivo
- Axel Hartwig : Knarcksen
- Martin Hentschel
- Matthias Hinz
- Mareike Hube : membre du groupe Malpi
- Christoph Humnig (de) : l'homme à la guitare
- Nadia Kibout : Eva
- Maluse Konrad
- Chrisi Molt : membre du groupe Malpi
- Fabian Nervous Zenker : membre du groupe Malpi
- Heiko Pinkowski (de)
- Karoline Schuch

## Prix et distinctions

### Prix
- 2012 : Filmfestival Max Ophüls Preis : prix du public
- 2012 : Selb Filmfestival : prix du public (Nachwuchsförderpreis) : Felix Stienz

### Nomination
- 2012 : Prix Europa : meilleur premier scénario : Felix Stienz

## Lieux et dates de tournage
Puppe, Icke und der Dicke a été tourné de mai à juin 2011 en :
- Allemagne : Brême, Berlin et Offenbourg (Bade-Wurtemberg)
- France : Strasbourg